# Хармонијум
Хармонијум представља аерофони музички инструмент који је само новија варијанта инструмента званог регал чији се звук заснива искључиво на треперењу металних језичака, у одговарајућим лингвалним свиралама или (чешће) само у прорезима до којих се, каналима, доводи ваздух претходно сабијен помоћу мехова. Идеја за слободну трску увезена је из Кине преко Русије после 1750. године, а први западни инструмент са слободном трском направљен је 1780. године у Данској.
Преносивије од цевних оргуља, слободно тршчане оргуље биле су нашироко коришћене у мањим црквама и приватним кућама у 19. веку, али су њихова запремина и тонски опсег били ограничени. Углавном су имале један или понекад два приручника, а педале су биле ретке. Финије пумпне оргуље имале су шири спектар тонова, а кабинети оних намењених црквама и имућним домовима често су били одлични комади намештаја. Неколико милиона слободно тршчаних оргуља и мелодеона направљено је у САД и Канади између 1850-их и 1920-их, од којих су неке извезене. Компанија Кејбл, Исти орган и Масон & Хамлин били су популарни произвођачи.

## Основне карактеристике инструмента
Низови језичака од танког, еластичног метала образују регистре донекле различите боје и снаге звука. Унутар појединог регистра језичци се разликују по дужини  јер она одређује висину тона који језичак производи, али су им сва остала обележја подударна. Приступ згуснутог ваздуха до  одређенога регистра отвара се повлачењем одговарајуће ручице (тзв.манубрија  као и код оргуља старијег типа). Када се потом притисне нека дирка, она даље отвара пут ваздуху до језичка који ће дати тон одговарајуће висине. Напајање инструмента ваздухом врши се помоћу два педала, који се наизменично потискују и отпуштају левом и десном ногом, а механизам с којим су повезани покреће мехове у унутрашњости хармонијума; код неких новијих инструмената напајање је електрификовано. Поједини већи хармонијуми имају и по два мануала и 10 до 20 регистара. Распон мануала може бити до пет октава: од Ц до ц4. Посебни додаци могу бити: тзв. перкусија (percussion; низ малих чекића који ударају по језичцима и подстичу њихово брже и боље реаговање); пролонжман (prolongement; уређај којим се поједини тонови аутоматеки продужавају што је нарочито погодно зе оргипункт); експресија (еxпрессион; омогућује већи утицај гажења педала на динамику звука, па тиме и на изражајност извођења); итд.

## Историјат
Хармонијум се развио из тзв. експресивних оргуља (orgue expressif), саграђених 1810.године, и неких сличних инструмената који су им следили. Конструисао га је париски градитељ (клавира) А.Ф. Дебен (Alexandre-Francois Debain; 1809-1877) године 1840. У Америци се нешто доцније (1856) појавио и посебан тип хармонијума, на супротном техничком принципу: да се ваздух доводи на језичке усисавањем, а не потискивањем из мехова. Овај тип добио је назив: котиџ орган (cottage organ /оргуље за кућицу-летњиковац/), а одликује се нешто мекшим тоном, више налик на оргуљски. Треба још споменути де је у време актуелности четврттонске музике, на подстицај Алојза Хабе, осим четврттонског клавира  конструисан и хармонијум са могућношћу да производи чак тонове различите за само 1/6 степена. Разуме се, живот овог инструмента није био дужи од моде споменуте музике.

## Употреба инструмента
Основна је и најчешћа улога хармонијума (нарочито пре проналаска електричних оргуља) - да замењује праве оргуље у мањим црквама, или пак, својевремено, да надомешта поједине дувачке инструменте у "салонским" оркестрима. Ипак, већи и усавршени хармонијуми поседују и озбиљније самосталне изражајне могућности, па су за такве инструменте компоновали нека дела и поједини истакнути музички ствараоци, углавном 19. века: Рагер, Малер, Рихард Штраус, Сен-Санс, Сметана, Дворжак, Шенберг. Иначе се, наравно, на хармонијуму може изводити и извесна оргуљска литература, скромнијих звучних захтева.

## Акустика
Акустични ефекти описани у наставку су резултат механизма слободне трске. Стога су суштински идентични за западни и индијски хармонијум и тршчане оргуље. Године 1875, Херман фон Хелмхолц је објавио своју кључну књигу, О сензацијама тона, у којој је интензивно користио хармонијум да тестира различите системе подешавања:
„Међу музичким инструментима, хармонијум је, због свог уједначеног тона, продорног карактера његовог квалитета тона и његових подношљиво изразитих комбинационих тонова, посебно осетљив на нетачности интонације. А како његови вибратори такође признају деликатно и издржљиво подешавање, изгледао ми је посебно погодним за експерименте на савршенијем систему тонова."
Користећи два приручника и два различито подешена заустављања, он је био у стању да истовремено упореди питагорејско са чистим и равномерним штимовањем и да посматра степене нехармоничности својствене различитим темпераментима. Он је поделио октаву на 28 тонова, да би могао да изведе модулације 12 молских и 17 дурских тонова само у интонацији без уласка у оштру дисонанцу која је присутна са стандардном поделом октава у овом штимовању. Овај аранжман је било тешко свирати. Додатни модификовани или нови инструменти су коришћени у експерименталне и образовне сврхе; приметно, Босанкуетова Генерализована тастатура је конструисана 1873. за употребу са скалом од 53 тона. У пракси, тај хармонијум је конструисан са 84 тастера, ради лакшег притискања прстију. Још једне чувене оргуље од трске који су разматране саградио је Пул.
Лорд Рејли је такође користио хармонијум да осмисли метод за индиректно прецизно мерење фреквенције, користећи апроксимиране познате једнаке интервале темперамента и њихове тонске откуцаје. Хармонијум је имао предност у томе што је давао јасне призвуке који су омогућавали поуздано бројање тактова од стране два слушаоца, један по ноти. Међутим, Рејли је признао да је одржавање константног притиска у меху тешко и као резултат тога често долази до флуктуације висине тона.
По генерисању својих тонова, оргуље од трске су сличне хармоници или концертини, али не по својој инсталацији, јер се хармоника држи у обе руке, док се тршчане оргуље обично постављају на под у дрвеном кућишту (те би могле да се грешком замене за клавир на први поглед). Тршчним органима се управља било притиском или усисним мехом. Мехови под притиском дозвољавају шири опсег за модификацију запремине, у зависности од тога да ли је педалирање меха брже или спорије. У Северној Америци и Уједињеном Краљевству, тршчане оргуље са меховима под притиском називају се хармонијом, док се у континенталној Европи сваки тршћани орган назива хармонијумом без обзира да ли има мех за притисак или усис. Пошто су тршчане оргуље са меховима под притиском биле теже за производњу и самим тим скупље, северноамеричке и британске тршчане оргуље и мелодеони углавном користе усисне мехове и раде на вакууму.
Фреквенције тршћаних органа зависе од притиска дувања; основна фреквенција опада са средњим притиском у поређењу са ниским притиском, али се поново повећава при високим притисцима за неколико херца за измерене басове. Америчка мерења тршћаних органа показала су синусоидну осцилацију са оштрим прелазима притиска када се трска савија изнад и испод свог оквира. Сама основа је скоро механичка резонантна фреквенција трске. Призвуци инструмента су хармоници фундаментални, а не нехармонијски, иако је пријављен и слаб нехармонични призвук (6.27f). Основна фреквенција долази из попречног мода, док су измерени и слабији виши трансверзални и торзиони модови. Било који торзиони модови су узбуђени због благе асиметрије у конструкцији трске. Током напада, показало се да трска најјаче производи фундаментални, заједно са другим попречним или торзионим модом, који су пролазни.
Сматра се да обрасци зрачења и ефекти спајања између звучне кутије и трске на тембру до данас нису проучавани.
Необична физика вибрација трске има директан утицај на свирање хармонијума, јер је контрола његове динамике у свирању ограничена и суптилна. Слободна трска хармонијума је уперена од металног оквира и подвргнута је струјању ваздуха, који се пумпа из меха кроз резервоар, гурајући трску и доводећи је до самопобудивог осциловања и производње звука у правцу струјања ваздуха. Ова конкретна аеродинамика је нелинеарна по томе што је максимална амплитуда померања у којој трска може да вибрира ограничена флуктуацијама сила пригушења, тако да је резултујући звучни притисак прилично константан. Додатно, постоји гранични притисак пумпања, испод којег су вибрације трске минималне. Унутар та два прага постоји експоненцијални раст и опадање у времену амплитуда трске.